# Deternerlehe
Deternerlehe ist ein Ortsteil der Gemeinde Detern in der Samtgemeinde Jümme im Landkreis Leer in Ostfriesland.

## Geschichte
Das Gebiet um die heutige Ortschaft wurde zunächst nur landwirtschaftlich genutzt. Zum Ende des 18. Jahrhunderts erfolgte die erste Besiedlung durch die Familie Grüssing. 1816 wurden 11 Häuser, 1852 wurden 37 Häuser gezählt, in denen 191 Einwohner lebten.
1816 entstand die erste Schule für Schulkinder bis zum 10. Lebensjahr. Ältere Kinder gingen weiter in die Schule im benachbarten Detern. 1865 wurde die zu klein gewordene Schule abgebrochen und durch ein größeres Schulgebäude ersetzt. Ab 1873 wurde sie als selbständige Volksschule, unabhängig von der Schule in Detern genutzt.
Ende der 1950er Jahre erlebte Deternerlehe durch die Trockenlegung der Branne, des Leegmoors und des Ostmoors einen wirtschaftlichen Aufschwung. Diese Gebiete standen bis dahin über den Winter bis ins Frühjahr hinein unter Wasser. Nach der Trockenlegung waren die Ländereien landwirtschaftlich intensiver und besser zu nutzen.

## Namensherkunft
Der Name Deternerlehe setzt sich aus dem Siedlungsnamen Detern und der Bezeichnung Lehe zusammen. Lehe steht für „Abgetrenntes“ und meint somit „etwas von der Ortschaft Detern Abgetrenntes“. Dies beschreibt die geographische Gegebenheiten, denn die Lehe bei Detern liegt auf einem kleineren Geestrücken, der durch Niederungsmoore von dem größeren Geestrücken mit der Ortschaft Detern getrennt ist.

## Sport
Der 1975 gegründete BTV 1975 Deternerlehe e. V. ist ein Boßelverein und gehört mit seinen rund 200 Mitgliedern zu den größten Vereinen in der Samtgemeinde Jümme.